# Julio Cesar Ferreira Jobim
Júlio Cézar Ferreira Jobim (Porto Alegre, Brasil, 2 de febrero de 1984), futbolista brasilero. Juega de volante y su actual equipo es el Porto Alegre FC de la Campeonato Gaucho de Brasil.

## Clubes
| Club                               | País   | Año       |
| ---------------------------------- | ------ | --------- |
| Clube Esportivo de Bento Gonçalves | Brasil | 2005-2006 |
| Veria FC                           | Grecia | 2006-2009 |
| EC Juventude                       | Brasil | 2009      |
| Porto Alegre FC                    | Brasil | 2010-     |